# 落脚河大桥
落脚河大桥是位于中国贵州省毕节市大方县的一座长268（879英尺）的悬索桥。这座桥位于 321国道毕节-贵阳段（贵毕公路）。同样位于这一段的大桥还有六广河大桥、西溪大桥和乌溪大桥。